# Население Лаоса
| 7 503 179 | Численность населения                   |
| 3 745 427 | Численность мужского населения (49,9 %) |
| 3 757 752 | Численность женского населения          |

## Религия в Лаосе
| Религия                 | Количество последователей | Процент от общей численности населения |
| ----------------------- | ------------------------- | -------------------------------------- |
| Буддизм                 | 4 951 942                 | 66,0 %                                 |
| Народные верования      | 2 310 906                 | 30,8 %                                 |
| Христианство            | 112 544                   | 1,5 %                                  |
| Нерелигиозные и атеисты | 75 029                    | 1,0 %                                  |
| Другие                  | 52 521                    | 0,7 %                                  |

Источник: Pew Research Center. The Global Religious Landscape.
Количество последователей (25.04.2022 — Countrymeters.info).

## Распределение населения по возрастным группам
|  | - процент людей младше 15 лет              |
|  | - процент людей в возрасте от 15 до 65 лет |
|  | - процент людей старше 64 лет              |

В абсолютных цифрах:
- 2 741 633 человека младше 15 лет (мужчин: 1 380 072 / женщин: 1 361 561)
- 4 446 776 человек старше 14 и младше 65 лет (мужчин: 2 198 980 / женщин: 2 247 796)
- 275 880 человек старше 64 лет (мужчин: 124 280 / женщин: 151 525)

## Грамотность населения
По нашим[кого?] подсчётам в Лаосе около 3 771 527 человек старше 15 лет могут читать и писать на каком- либо языке. Это составляет 79,86 % от общего числа взрослого населения. Под взрослым населением в данном случае подразумеваются все люди старше 15 лет. Соответственно, около 951 054 человека все ещё остаются безграмотными.
Уровень грамотности среди мужского взрослого населения составляет 87,14 % (2 024 582 человека).
298 678 человек — безграмотны.
Уровень грамотности среди женского взрослого населения составляет 72,81 % (1 746 946 человек).
652 375 человек — безграмотны.
Уровень грамотности среди молодёжи 93,1 % и 87,28 % для мужчин и женщин соответственно. Общий уровень грамотности среди молодёжи составляет 90,23 %. Понятие молодёжи в данном случае покрывает население в возрасте от 15 до 24 лет включительно.
Источник: Данные для раздела «Грамотность населения Лаоса» основаны на последних данных, опубликованных Институтом Статистики ЮНЕСКО (данные были взяты 13 марта 2016) .

## Ожидаемая продолжительность жизни
Ожидаемая продолжительность жизни это один из наиболее важных демографических показателей. Он показывает среднее количество лет предстоящей жизни человека. То есть количество лет, которое теоретически может прожить человек, при условии, что текущие показатели рождаемости и смертности будут оставаться неизменными на протяжении всей жизни человека. Как правило, под «ожидаемой продолжительностью жизни» понимают ожидаемую продолжительность жизни при рождении, то есть в возрасте 0 лет.
Средняя ожидаемая продолжительность жизни при рождении (для обоих полов) в Лаосе составляет 62,4 лет (года).
Это ниже средней ожидаемой продолжительности жизни в мире, которая находится на уровне около 71 года (по данным отдела народонаселения Департамента ООН по экономическим и социальным вопросам).
Средняя ожидаемая продолжительность жизни мужчин при рождении — 60,5 лет (года).
Средняя ожидаемая продолжительность жизни женщин при рождении — 64,4 лет (года).